# Ordynariat Wojskowy Holandii

Ordynariat Wojskowy Holandii (hol. Militair ordinariaat) – rzymskokatolicka diecezja wojskowa z siedzibą w Almelo, w Holandii. Należą do niej członkowie holenderskiego wojska i policji oraz ich rodziny wyznania rzymskokatolickiego.
Historia ordynariatu zaczyna się w połowie XX w., kiedy papież Pius XII ustanowił wikariat wojskowy, który został przekształcony w ordynariat polowy 21 lipca 1986 przez papieża Jana Pawła II.
W diecezji służy 6 kapłanów i 11 diakonów.

## Biskupi

### Wikariusze polowi
| L.p. | Lata rządów                        | Imię i nazwisko            | Informacje dodatkowe                                   |
| ---- | ---------------------------------- | -------------------------- | ------------------------------------------------------ |
| 1.   | 16 kwietnia 1957 - 6 grudnia 1975  | kard. Bernardus Alfrink    | arcybiskup metropolita utrechcki i Prymas Holandii     |
| 2.   | 6 grudnia 1975 - 22 listopada 1982 | kard. Johannes Willebrands | arcybiskup metropolia utrechcki i Prymas Holandii      |
| 3.   | 22 listopada 1982 - 21 lipca 1986  | bp Philippe Bär            | biskup tytularny Leges, biskup pomocniczy rotterdamski |

### Biskupi polowi
| L.p. | Lata rządów                         | Imię i nazwisko    | Informacje dodatkowe                        |
| ---- | ----------------------------------- | ------------------ | ------------------------------------------- |
| 3.   | 21 lipca 1986 - 13 marca 1993       | bp Philippe Bär    | Równocześnie ordynariusz rotterdamski.      |
| *    | od 1 kwietnia 1995 - 1 czerwca 2020 | bp Jos Punt        | Pełnił funkcję administratora apostolskiego |
| *    | od 1 czerwca 2020                   | bp Everard de Jong | Pełni funkcję administratora apostolskiego  |